# Museu de Antropologia do Vale do Paraíba
O Museu de Antropologia do Vale do Paraíba (MAV) é uma instituição pública municipal, subordinada à Fundação Cultural de Jacarei que por sua vez é subordinada a Secretaria de Educação, e voltada à conservação, estudo e divulgação dos valores culturais da região do Vale do Paraíba, tendo como epicentro o homem enquanto agente capaz de transformar e adaptar o meio ambiente às suas mais diversas necessidades, e recorrendo a objetos como documentos e outras formas de manifestações humanas, com elevado potencial informativo sobre os segmentos sociais que ocuparam esta região. Localiza-se na rua Quinze de Novembro 143, centro de Jacareí, em um edifício histórico tombado conhecido como Solar Gomes Leitão.

## Acervo
acervo é constituído de peças de arte sacra e barroca, além de quadros e mobiliário antigo. Recebe um destaque especial a coleção de Paulistinhas, isto é, imagens sacras feitas de barro por santeiros da Região do Vale do Paraíba nos séculos XVIII e XIX, para serem cultuadas por pessoas humildes que não tinham condições de possuir imagens importadas de Portugal. Esta coleção foi integrada ao acervo do museu através do colecionador Eduardo Etzel que dedicou 50 anos de sua vida a pesquisa das imagens-sacras brasileiras escrevendo vários livros sobre o tema.

## Historia do 'Solar Gomes Leitao"
A história do “Solar Gomes Leitão” está intimamente ligada ao surto de prosperidade cafeeira ocorrido no Vale do Paraíba na Segunda metade do século XIX.
A cultura do café na região que logo se transformou no principal centro econômico do país, possibilitou grande luxo e requinte. O contato intenso com os portos de Parati e Rio de Janeiro, por onde o produto era exportado e por onde entraram as modas e os objetos de luxo vindo da Europa foi modificando a vidas dos habitantes locais.
O fazendeiro do café não vivia apenas em sua fazenda. Ele geralmente de dedicava a outros afazeres ligados à cafeicultura comercializava o produto, era o dono de bancos, além de algumas vezes ser comerciante e até mesmo industrial. Desse modo, sua morada urbana adquire grande importância. O “Solar Gomes Leitão” é exemplo típico desse estilo de vida.

O Solar Gomes Leitão é um prédio construído em taipa com arquitetura neoclássica por mão de obra escrava, foi inaugurado em 1857 pelo comerciante João da Costa Gomes Leitão. Ele era um grande comerciante de Jacareí cujo construiu a sua fortuna a partir do trafico negreiro, produção de café e empréstimo de capital, em 1860 é tido como maior traficante de escravos regional, motivo que o impede de adquirir títulos de nobreza pelo Império Brasileiro. A construção de solares era comum entre os grandes cafeicultores do império, pois era uma maneira efetiva de demonstração de poder e ostentação de suas riquezas.
Após sua morte em 1879, o prédio acaba sendo herdado por uma de suas quatro filhas, onde posteriormente é vendido ao estado e adaptado para sediar o grupo escolar Cel Carlos Porto, cujo ocupa o edifício entre os anos de 1895 e 1980.
O grupo escolar deixa o prédio após seu tombamento, lá passa a funcionar o Museu de antropologia do Vale do Paraíba. Em uma de suas primeiras ações o MAV inicia um longo processo de restauro que perdura por 12 anos (1980-1992)
No ano de 2017 o Museu de Antropologia do Vale do Paraíba celebrou o aniversario de 160 anos do prédio com uma exposição de longa duração, onde contou um pouco da história do local focando em suas três fases sendo elas : Solar, Escola e Museu.